# Hong Kong Buddhist Association
De Hong Kong Buddhist Association is een boeddhistische organisatie in Hongkong die in 1945 is opgericht. Ze promoten het boeddhisme in Hongkong en ze doen dingen voor goede doelen. Zoals educatie, medische hulp, kinderopvang, jongerenactiviteiten, ouderenzorg en boeddhistische begrafenissen.